# حی العجمی
حی العجمی (به عربی: حی العجمی) یک منطقهٔ مسکونی در مصر است که در استان اسکندریه واقع شده‌است. حی العجمی ۳۰۰٬۰۰۰ نفر جمعیت دارد.